# Bettadalli, Somvarpet
Bettadalli là một làng thuộc tehsil Somvarpet, huyện Kodagu, bang Karnataka, Ấn Độ.